# لوباوا
لوباوا (به لاتین: Lubawa) یک منطقهٔ مسکونی در لهستان است که در شهرستان ایواوا واقع شده‌است. لوباوا ۱۶٫۸۴ کیلومتر مربع مساحت و ۹٬۳۲۸ نفر جمعیت دارد و ۱۴۵ متر بالاتر از سطح دریا واقع شده‌است.